# Atletismo nos Jogos Mundiais Militares de 2011
As provas de atletismo nos Jogos Mundiais Militares de 2011 foram disputadas entre os dias 17 e 23 de julho de 2011 no Estádio Olímpico João Havelange, no Rio de Janeiro. A maratona foi disputada no Parque do Flamengo, simultaneamente com a Maratona do Rio de Janeiro.
Os homens competiram em 20 eventos e as mulheres em 15, sendo os 400 metros com barreira, salto em altura, salto com vara, arremesso de disco, arremesso de peso e lançamento de dardo sem versões femininas. Os 110 metros com barreiras masculino é equivalentes aos 100 metros com barreiras feminino.

## Calendário
| Julho     | 15 | 16 | 17 | 18 | 19 | 20 | 21 | 22 | 23 | 24 |
| --------- | -- | -- | -- | -- | -- | -- | -- | -- | -- | -- |
| Atletismo |    |    | 2  |    | 1  | 5  | 9  | 8  | 10 |    |

|  | Dia de competição |  | Dia de final |

## Medalhistas
Masculino
| Evento                              | Ouro                                                                            | Prata                                                                            | Bronze                                                                                 |
| ----------------------------------- | ------------------------------------------------------------------------------- | -------------------------------------------------------------------------------- | -------------------------------------------------------------------------------------- |
| 100 metros detalhes                 | Femi Seun Ogunode QAT Catar                                                     | Aziz Ouhadi MAR Marrocos                                                         | Nilson André BRA Brasil                                                                |
| 200 metros detalhes                 | Femi Seun Ogunode QAT Catar                                                     | Aziz Ouhadi MAR Marrocos                                                         | Yoel Tapia DOM República Dominicana                                                    |
| 400 metros detalhes                 | Sajjad Hashemi IRI Irã                                                          | Mark Mutai KEN Quênia                                                            | Arismendy Peguero DOM República Dominicana                                             |
| 800 metros detalhes                 | Marcin Lewandowski POL Polônia                                                  | Jackson Kivuva KEN Quênia                                                        | Geoffrey Maturn KEN Quênia                                                             |
| 1500 metros detalhes                | Gideon Kathimba KEN Quênia                                                      | Moustaoui Mohamed MAR Marrocos                                                   | Imad Touil ALG Argélia                                                                 |
| 5000 metros detalhes                | Mark Kiptoo KEN Quênia                                                          | Vincent Kiprop KEN Quênia                                                        | Bilisuma Gelassa BHR Bahrein                                                           |
| 10000 metros detalhes               | Josphat Kiprono Menjo KEN Quênia                                                | Ali Hasan Mahboob BHR Bahrein                                                    | Kimutai Kiplimo KEN Quênia                                                             |
| 4x100 metros detalhes               | Vicente de Lima Ailson Feitosa Basílio de Moraes Júnior Nilson André BRA Brasil | Grzegorz Zimniewicz Kamil Masztak Robert Kubaczyk Marcin Marciniszyn POL Polônia | Shareef Safran Ranil Jayawaradena Gihan Chamara Shehan Ambepitiya SRI Sri Lanka        |
| 4x400 metros detalhes               | Piotr Klimczak Daniel Dąbrowski Kacper Kozłowski Marcin Marciniszyn POL Polônia | Kipkemboi Soi Jonathan Kibet Geoffrey Matum Mark Mutai KEN Quênia                | Riju Kallammarukunnal Premanand Jayakumar Mortaja Shake Kunhu Puthenpurakkal IND Índia |
| 110 metros com barreiras detalhes   | Dominik Bochenek POL Polônia                                                    | Ji Wei CHN China                                                                 | Mariusz Kubaszewki POL Polônia                                                         |
| 400 metros com barreiras detalhes   | Raphael Fernandes BRA Brasil                                                    | Victor Solarte VEN Venezuela                                                     | Leonardo Capotosti ITA Itália                                                          |
| 3000 metros com obstáculos detalhes | Simon Ayeko UGA Uganda                                                          | Abdelkader Hachlaf MAR Marrocos                                                  | Abubaker Ali Kamal QAT Catar                                                           |
| Maratona detalhes                   | Patrick Tambwe Ngoie FRA França                                                 | Rachid Ghamnoui FRA França                                                       | Paul Kosgei KEN Quênia                                                                 |
| Salto em distância detalhes         | Yu Zhenwi CHN China                                                             | Zhang Xiaoyi CHN China                                                           | Victor Castillo VEN Venezuela                                                          |
| Salto triplo detalhes               | Jefferson Sabino BRA Brasil                                                     | Issam Nima ALG Argélia                                                           | Dmytri Dziatsuk BLR Bielorrússia                                                       |
| Salto em altura detalhes            | Mutaz Barshim QAT Catar                                                         | Yurii Krimarenko UKR Ucrânia                                                     | Dmytro Dem'yanyuk UKR Ucrânia                                                          |
| Salto com vara detalhes             | Paweł Wojciechowski POL Polônia                                                 | Łukasz Michalski POL Polônia                                                     | Fábio Gomes da Silva BRA Brasil                                                        |
| Arremesso de peso detalhes          | Andrii Semenov UKR Ucrânia                                                      | Candy Arnd Bauer GER Alemanha                                                    | Andrei Siniakou BLR Bielorrússia                                                       |
| Lançamento de dardo detalhes        | Ari Pekka Mannio FIN Finlândia                                                  | Spyridon Lempessis GRE Grécia                                                    | Mattija Kranjc SLO Eslovênia                                                           |
| Areemesso de disco detalhes         | Mahmoud Samimi IRI Irã                                                          | Rashid Al-Dosari QAT Catar                                                       | Musaba Momani JOR Jordânia                                                             |

Feminino
| Evento                              | Ouro                                                                       | Prata                                                                                 | Bronze                                                                                     |
| ----------------------------------- | -------------------------------------------------------------------------- | ------------------------------------------------------------------------------------- | ------------------------------------------------------------------------------------------ |
| 100 metros detalhes                 | Mariya Ryemyen UKR Ucrânia                                                 | Ana Cláudia Silva BRA Brasil                                                          | Olesya Povhk UKR Ucrânia                                                                   |
| 200 metros detalhes                 | Ana Cláudia Silva BRA Brasil                                               | Mariya Ryemyen UKR Ucrânia                                                            | Olesya Povhk UKR Ucrânia                                                                   |
| 400 metros detalhes                 | Geisa Coutinho BRA Brasil                                                  | Olga Tereshkova KAZ Cazaquistão                                                       | Jailma de Lima BRA Brasil                                                                  |
| 800 metros detalhes                 | Maryna Arzamasava BLR Bielorrússia                                         | Margarita Matsko KAZ Cazaquistão                                                      | Helen Obiri KEN Quênia                                                                     |
| 1500 metros detalhes                | Langat Nancy KEN Quênia                                                    | Denise Krebbs GER Alemanha                                                            | Genebe Regasa BHR Bahrein                                                                  |
| 5000 metros detalhes                | Shitaye Habtegebrel BHR Bahrein                                            | Tejitu Chalchissa BHR Bahrein                                                         | Rebecca Cheptegei UKR Ucrânia                                                              |
| 10000 metros detalhes               | Doris Changeiywo KEN Quênia                                                | Lineth Chepkurui KEN Quênia                                                           | Kareema Saleh Jasim BHR Bahrein                                                            |
| 4x100 metros detalhes               | Geisa Coutinho Vanda Gomes Ana Cláudia Silva Franciela Krasucki BRA Brasil | Marika Popowicz Daria Korczyńska Marta Jeschke Ewelina Ptak POL Polônia               | Yevgeniya Snihur Olena Chebanu Mariya Ryemyen Olesya Povh UKR Ucrânia                      |
| 4x400 metros detalhes               | Vanda Gomes Christiane dos Santos Geisa Coutinho Jailma de Lima BRA Brasil | Raysa Sánchez Margarita Manzueta Marleny Mejía Yolanda Osana DOM República Dominicana | Menaka Wickramasinghe Champika Dilrukshi Sva Kusumawathi Chandrika Subashini SRI Sri Lanka |
| 100 metros com barreiras detalhes   | Alina Talay BLR Bielorrússia                                               | Veronica Borsi ITA Itália                                                             | Ekaterina Poplavskaya BLR Bielorrússia                                                     |
| 3000 metros com obstáculos detalhes | Mercy Njororge KEN Quênia                                                  | Irini Kokkinariou GRE Grécia                                                          | Salima El Ouali Alami MAR Marrocos                                                         |
| Maratona detalhes                   | Kim Kum-Ok PRK Coreia do Norte                                             | Wei Yanan CHN China                                                                   | Helalia Johannes NAM Namíbia                                                               |
| Salto em distância detalhes         | Keila Costa BRA Brasil                                                     | Vanessa Seles BRA Brasil                                                              | Ruslana Tsykhotska UKR Ucrânia                                                             |
| Salto triplo detalhes               | Simona La Mantia ITA Itália                                                | Keila Costa ITA Itália                                                                | Ruslana Tsykhotska UKR Ucrânia                                                             |
| Arremesso de martelo detalhes       | Zhang Wenxiu CHN China                                                     | Nataliia Zolotukhina UKR Ucrânia                                                      | Rosa Rodríguez VEN Venezuela                                                               |

## Quadro de Medalhas
País sede destacado.
| Ordem | País                 | Medalha de ouro | Medalha de prata | Medalha de bronze |     |
| ----- | -------------------- | --------------- | ---------------- | ----------------- | --- |
| 1     | Brasil               | 8               | 3                | 3                 | 14  |
| 2     | Quénia               | 6               | 5                | 4                 | 15  |
| 3     | Polónia              | 4               | 3                | 1                 | 8   |
| 4     | Catar                | 3               | 1                | 1                 | 5   |
| 5     | Ucrânia              | 2               | 3                | 6                 | 11  |
| 6     | China                | 2               | 3                |                   | 5   |
| 7     | Bielorrússia         | 2               |                  | 3                 | 5   |
| 8     | Irã                  | 2               |                  |                   | 2   |
| 9     | Bahrein              | 1               | 2                | 3                 | 6   |
| 10    | Itália               | 1               | 1                | 1                 | 3   |
| 11    | França               | 1               | 1                |                   | 2   |
| 12    | Uganda               | 1               |                  | 1                 | 2   |
| 13    | Finlândia            | 1               |                  |                   | 1   |
|       | Coreia do Norte      | 1               |                  |                   | 1   |
| 15    | Marrocos             |                 | 4                | 1                 | 5   |
| 16    | Alemanha             |                 | 2                |                   | 2   |
|       | Grécia               |                 | 2                |                   | 2   |
|       | Cazaquistão          |                 | 2                |                   | 2   |
| 19    | República Dominicana |                 | 1                | 2                 | 3   |
|       | Venezuela            |                 | 1                | 2                 | 3   |
| 21    | Argélia              |                 | 1                | 1                 | 2   |
| 22    | Sri Lanka            |                 |                  | 2                 | 2   |
| 23    | Índia                |                 |                  | 1                 | 1   |
|       | Jordânia             |                 |                  | 1                 | 1   |
|       | Namíbia              |                 |                  | 1                 | 1   |
|       | Eslovénia            |                 |                  | 1                 | 1   |
| TOTAL | TOTAL                | 35              | 35               | 35                | 105 |